# Wspólnota administracyjna Zolling
Wspólnota administracyjna Zolling – wspólnota administracyjna (niem. Verwaltungsgemeinschaft) w Niemczech, w kraju związkowym Bawaria, w rejencji Górna Bawaria, w regionie Monachium, w powiecie Freising. Siedziba wspólnoty znajduje się w miejscowości Zolling.
Wspólnota administracyjna zrzesza cztery gminy wiejskie (Gemeinde): 
- Attenkirchen, 2 676 mieszkańców, 16,16 km²
- Haag an der Amper, 2 842 mieszkańców, 21,70 km²
- Wolfersdorf, 2 448 mieszkańców, 26,01 km²
- Zolling, 4 287 mieszkańców, 34,59 km²